# Kalin
Kalin  (ucraniano: Калини) es una localidad del Raión de Podilsk en el Óblast de Odesa de Ucrania. Según el censo de 2001, tiene una población de 8 habitantes.